# Cătălin Păun
Cătălin Valentin Păun (n. 3 ianuarie, 1988) este un fotbalist român care evoluează pentru echipa Alloa Atheletic.